# Бегумгандж
Бегумгандж или Бегамандж (бенг. বেগমগঞ্জ, англ. Begumganj) — город и муниципалитет на юго-востоке Бангладеш, административный центр одноимённого подокруга. Площадь города равна 19,1 км². По данным переписи 2001 года, в городе проживало 184 525 человек. Плотность населения равнялась 9661 чел. на 1 км². Уровень грамотности населения составлял 56,3 % (при среднем по Бангладеш показателе 43,1 %). 